# Алекперов, Анар Сахиб оглы
Алекперов, Анар Сахиб оглы (азерб. Anar Sahib oğlu Ələkbərov) — Помощник Президента Азербайджанской Республики (с 2019 года), Директор Центра Гейдара Алиева (с 2012 года). Президент Федерации автомобильных видов спорта Азербайджана (с 2014 года). Кандидат политических наук.

## Биография
Анар Алекперов родился в городе Баку, Азербайджан.
В 1998 году окончил Бакинский западный университет по специальности международный менеджмент по степени бакалавриата. В 2001 году получил степень магистра по специальности Международные экономические отношения того же университета.

### Карьера
С 2004 года занимает должность исполнительного директора Фонда Гейдара Алиева.
В соответствии с распоряжением президента Азербайджанской Республики от 10 июля 2012 года назначен директором Центра Гейдара Алиева.
21 февраля 2014 года был избран президентом Федерации автомобильных видов спорта Азербайджана.
В 2017 году был назначен помощником Первого вице-президента Азербайджана Мехрибан Алиевой. В соответствии с распоряжением Президента Ильхама Алиева от 29 ноября 2019 года Анар Алекперов был освобожден от должности помощника первого вице-президента Азербайджанской Республики и назначен помощником Президента Азербайджанской Республики.

### Научная деятельность
В 2009 году в Научно-исследовательском институте по правам человека Национальной академии наук Азербайджана (НАНА) Анар Алекперов защитил диссертацию на соискание учёной степени кандидата политических наук по теме «Фондовая политика в Азербайджане на примере Фонда Гейдара Алиева». В научной работе на примере Фонда Гейдара Алиева исследованы направления политики благотворительного фонда в Азербайджане, отмечена координационная деятельность государственных и благотворительных институтов. В 2010 году монография была издана.

#### Научные работы
- Алекперов А. «Демократическая обстановка в Азербайджане и неправительственные организации». // Журнал «Дирчелиш — XXI век», 2007, № 114—115, стр. 133—141.
- Алекперов А. «Актуальные задачи охраны жемчужин нематериального наследия». // Научно аналитический журнал «Международное право и проблемы интеграции», 2008, № 1, стр. 42-46.
- Алекперов А. «Благотворительное движение в современном мире». // «Право и Политология». — Тбилиси, 2009, № 2 (7), стр. 36-38.
- Алекперов А. «Фондовая политика в Азербайджане на примере Фонда Гейдара Алиева», (монография). — Баку, «Озан», 2009, 152 страниц.

## Награды и премии
- Орден «Слава» (6 мая 2019 года) — по случаю 15-летия Фонда Гейдара Алиева и за плодотворную деятельность в общественной и культурной жизни Азербайджана[5][6].
- Орден Искусств и литературы (2013 год, Франция).
- Орден Заслуг перед Республикой Польша (2009 год, Польша)[7].
- Орден Заслуг (Венгрия) (2014 год, Венгрия)[8].
- Медаль и благодарственный плакет Федерации конного спорта Кувейта за организацию соревнований по конкуру в Государстве Кувейт по случаю 90-летнего юбилея общенационального лидера азербайджанского народа Гейдара Алиева (2013 год)[9].
- «Золотой диплом» муниципалитета города Котор-Варош (2018 год, Босния и Герцеговина)[10].